# 1998年長野オリンピックのブルガリア選手団
1998年長野オリンピックのブルガリア選手団（1998ねんながのオリンピックのブルガリアせんしゅだん）は、1998年2月7日から2月22日まで、日本の長野県長野市を中心とする地域を会場として開催された1998年長野オリンピックのブルガリア選手団、およびその競技結果。

## 概要
今大会は金メダル1個を獲得した。
バイアスロン女子個人で、エカテリーナ・ダフォフスカが冬季オリンピックブルガリア勢史上初となる金メダルを獲得した。ブルガリア勢としては、1980年レークプラシッドオリンピックのクロスカントリースキーでイワン・レバノフが銅メダルを獲得して以来、5大会ぶり2個目メダル。

## メダル
| メダル | 選手名                     | 競技         | 種目     |
| ------ | -------------------------- | ------------ | -------- |
| 金     | エカテリーナ・ダフォフスカ | バイアスロン | 女子個人 |